# Липа американская
Ли́па америка́нская (Tilia americana) — вид рода Липа, естественно произрастающий на востоке Северной Америки.

## Ботаническое описание
Липа американская  — листопадное дерево, достигающее в высоту 20—35 (до 45) метров с диаметром ствола до 1,2 метра. Крона раскидистая, ветки часто поникающие.
Кора серая или светло-коричневая с узкими трещинами.
Корни крупные, идущие вглубь и в ширину.
Однолетние побеги гладкие, красновато-серые, на второй год становящиеся светло-серыми, затем тёмно-коричневыми или коричневато-серыми, покрытыми тёмными выступами.
Почки плотные, заостренно-овальные, гладкие, тёмно-красного цвета, с двумя кроющими почечными чешуями.
Листья простые, очерёдные, овальной или сердцевидной формы с неравными основаниями (бо́льший край обращён к побегу), с длинным тонким черешком, крупнозубчатым краем и заострённой верхушкой. Отличается от других видов липы более крупными листьями. Размер листьев составляет 10—15 см в длину и ширину (иногда до 25 см). Молодые листья бледно-зелёные, матовые, зрелый лист — тёмно-зелёный, гладкий, блестящий сверху, снизу бледнее, с пучками ржаво-коричневых волосков в основаниях первичных жилок. Небольшие прилистники опадают вскоре после распускания почек. Осенняя окраска листьев от жёлто-зелёной до жёлтой.
Небольшие (10–14 мм в диаметре), желтовато-белые, душистые цветки собраны по 6—20 в поникающие зонтиковидные соцветия. Беловато-зелёные прицветники прикреплены на середине цветоножек. Цветки правильные, с пятью лепестками и чашелистиками, многочисленными тычинками и пятигнёздной верхней завязью. Цветение приходится на начало или середину лета. Основные опылители — пчёлы.
Плоды — округлые, сухие коробочки кремового цвета, 8—10 мм в диаметре.

## Таксономия
Состав данного вида является обсуждаемым вопросом. Некоторые авторы понимают его в узком смысле наравне с Tilia caroliniana, Tilia heterophylla и Tilia mexicana, рассматриваемыми как самостоятельные виды. Другие же видят в последних лишь разновидности Tilia americana. Данное выше описание и ареал относятся лишь к узкой трактовке вида. Если рассматривать вид в широком смысле, то в него войдут растения с листьями, низ которых белого цвета и густо и коротко опушён. Ареал в этом случае расширяется до Флориды и Мексики.

## Экология
Липа американская наравне с клёном сахарным является содоминантом кленово-липовых лесов, наиболее обычных в западном Висконсине, центральной Миннесоте, но также заходящие на восток до Новой Англии и южного Квебека. С небольшим обилием она также присутствует во многих других лесных ассоциациях.
Обильный нектар используется различными видами насекомых. Семена поедаются бурундуками, мышами, белками. Полёвки и кролики обгрызаю кору с побегов, иногда повреждая молодые деревья. Листья служат пищей для гусениц бабочек и отчасти для имаго японского жука, который является заносным видом в Северной Америке.

## Культивирование и использование
Липа американская хорошо размножается семенами, черенками и прививкой. Молодые деревья обладают высокой скоростью роста, но сильно повреждаются различными насекомыми.
Вид выращивается как декоративное дерево, способное давать густую тень. Иногда липу сажают с наветренной стороны сада для защиты плодовых деревьев. Листья и цветы липы съедобны. Отличный медонос.
Культура американской липы возможна на севере в районах с мягким климатом (Джуно (Аляска)).
Известны следующие сорта липы американской: «Nova» и «Duros» — с прямой кроной, «Frontyard» — с пирамидальной кроной, «Redmond» — с конической кроной.

### Древесина
Древесина бледно-коричневая, иногда почти белая или красноватая; мягкая, тонкотекстурная; колется не очень легко. Плотность древесины — 0,4525. Используется для изготовления деревянных изделий, недорогой фурнитуры, корпусов вагонов. Очень хорошо подходит для резьбы по дереву. Внутренний слой коры (лыко) крепкий и волокнистый, используется для производства канатов,верёвок . Часто древесину используют для производства корпусов электрогитар, считая её по свойствам аналогичной древесине ольхи и тополя, потому что она светлая, прочная и хорошо резонирует.

### В медицине
Медицинское использование такое же, как  и липы сердцевидной. Цветы, листья, древесину, древесный уголь применяют в медицинских целях. Активные вещества цветов липы включают флавоноиды (которые действуют как антиоксиданты), эфирные масла и слизистые вещества, смягчающие воспалительные процессы. Чай из цветов липы обладает приятным ароматом. Также в липе американской содержатся танины, обладающие вяжущим действием.